# Paul Kallós
Paul Kallós (* 1902 in der Budapest; † 13. März 1988) war ein schwedischer Immunologe und Allergologe.
Kallos studierte Medizin an der Königlichen Elisabeth Universität in Pest und emigrierte später nach Deutschland (Leipzig, Nürnberg). Dort heiratete er 1932 die Medizinerin Elisabeth Deffner, mit der er später zusammenarbeitete. 1932 gingen beide in die Schweiz und 1934 nach Schweden. Dort arbeitete Kallos als Immunologe im Hospital der Universität Uppsala und ab 1937 am Wenner-Gren-Institut in Stockholm. Ab 1944 hatte er zusammen mit seiner Frau ein eigenes Labor in Helsingborg (Wihlborg Labor).
Er studierte zunächst Immunreaktionen, besonders über Makrophagen, bei Tuberkulose-Infektion. Später studierte er Asthma unter kontrollierten Laborbedingungen an Meerschweinchen. Er untersuchte zum Beispiel die Kontraktion der Uteri von Meerschweinchen als Maß für die Reizung durch Allergene. Er fand heraus, dass diese nicht von der molaren Masse der Allergene abhing, was auf eine Wechselwirkung der Allergene mit den Antikörpern nur über die Oberfläche hinwies und eine Unabhängigkeit von Diffusionsmechanismen.
Außerdem erforschte er nicht durch Immunreaktionen ausgelöste Überempfindlichkeiten (Idiosynkrasie) gegen Arzneistoffe wie ASS und entwickelte mit G. West, H. D. Schlumberger und P. Dukor das Konzept der pseudoallergischen Reaktionen.
Er war Herausgeber des International Archives of Allergy and applied Immunology und der Monographie-Reihen Progress in Allergy und Monograph in Allergy, und 1954 Mitgründer und erster Sekretär des Collegium Internationale Allergologicum (CIA).
1974 erhielt er die Robert-Koch-Medaille. Er erhielt die Karl-Hansen-Medaille der Deutschen Gesellschaft für Allergie und Klinische Immunologie, die Pirquet-Goldmedaille und war Ehrendoktor von Lund und Göteborg.